# Raccordo autostradale 15

Tracé du raccord autoroutier R1A5 de Catane.

L'autoroute RA15 ou RA15 correspond au périphérique de Catane (ou Tangenziale di Catania). Cette autoroute italienne fut construite en 1985 et est actuellement longue de 24 km.
Ce raccord relie l'autoroute A19 pour Palerme, l'autoroute A18 pour Messine et l'autoroute Catane-Syracuse aussi que tous les boulevards de la ville de Catane et les routes nationales comme la SS 121 ou la SS 114.
L'autoroute commence à la gare de péage de Catane nord où l'autoroute A18 termine son parcours. Tout de suite il y a la sortie pour l'autoroute A18 dir qui touche les quartiers plus au nord de Catane. Après la sortie pour Gravina di Catania le raccord encontre la SS 121 pour Paternò et Misterbianco aussi que la "circonvallazione", c'est-à-dire le boulevard, le plus trafiqué de toute la ville. Au niveau des quartiers périphériques de Pigno, Librino et Zia Lisa il y a le carrefour avec l'autoroute A19 pour Palerme. Après un kilomètre se trouve la sortie pour Asse dei Servizi qui permet d'arriver à l’aéroport aussi que la gare centrale et le centre-ville. Finalement le raccord devient l'autoroute Catane-Syracuse sans solution de continuité, le tronçon final a été dividé[Quoi ?] du reste du raccord en 2009 avec l'ouverture de l'autoroute Catane-Syracuse et aujourd'hui termine sur la route nationale SS 114 pour Syracuse.

## Parcours
| RA15 PÉRIPHÉRIQUE DE CATANE |                                                                |      |      |          |                  |
| Type                        | Indications                                                    | ↓km↓ | ↑km↑ | Province | Route européenne |
|                             | Messina-Catania Catania centro                                 | 0,0  | 24,0 | CT       |                  |
|                             | Gravina di Catania                                             | 2,8  | 20,5 | CT       |                  |
|                             | Catania San Giovanni Galermo                                   | 4,5  | 18,8 | CT       |                  |
|                             | Catania ovest - Misterbianco                                   | 9,6  | 13,7 | CT       |                  |
|                             | Catania San Giorgio                                            | 12,4 | 10,9 | CT       |                  |
|                             | Aire de services San Giorgio                                   | 13,4 | 9,9  | CT       |                  |
|                             | Palermo-Catania                                                | 14,9 | 8,4  | CT       |                  |
|                             | Catania sud - Accès de service Aéroport de Catane-Fontanarossa | 16,1 | 7,2  | CT       |                  |
|                             | Zone industriaelle nord                                        | 17,1 | 6,2  | CT       |                  |
|                             | Catania-Siracusa                                               | 19,9 | 3,5  | CT       |                  |
|                             | Zone industrielle sud - Passo Martino                          | 20,7 | 2,6  | CT       | -                |
|                             | Orientale Sicula                                               | 24,0 | 0,0  | CT       | -                |